# Monstrous (serie de televisión)
Monstrous (en hangul, 괴이; romanización revisada, Gwoei), es una serie de televisión surcoreana que fue estrenada en 29 de abril de 2022 a través de TVING.

## Sinopsis
La serie sigue una historia sobre arqueólogos que descubren un extraño misterio.
Como arqueólogo, Jung Ki-hoon busca extraños fenómenos sobrenaturales, pero un caso inesperado hace que su vida cambie. Ahora publica la revista ocultista Monthly Strange Story y dirige el canal de YouTube Monthly Strange Story. Debido a su exesposa, Lee Soo-jin, va al condado de Jinyang para investigar "Gwibul" (una estatua budista poseída por un espíritu maligno). Allí, se enfrenta a un fenómeno increíblemente extraño y aterrador.
Por otro lado, Soo-jin solía descifrar letras y símbolos como arqueóloga, era excelente en su trabajo, pero luego de la muere de su única hija, se va al condado de Jinyang y ahí comienza a experimentar fenómenos misteriosos, lo que la lleva a buscar respuestas.
Mientras tanto, la gente del condado de Jinyang, incluida la jefe de la subestación de policía Han Seok-hee, su joven hijo Han Do-kyung, el gobernador Kwon Jong-soo y el alborotador Jung Ki-hoon, se enfrentan a fenómenos increíblemente extraños.

## Reparto

### Personajes principales
- Koo Kyo-hwan como Jung Ki-hoon, un excéntrico arqueólogo que estudia extraños fenómenos sobrenaturales. Es el exesposo de Lee Soo-jin y padre de Jung Ha-yeong.[6]
- Shin Hyun-bin como Lee Soo-jin, una criptoanalista de patrones que acaba teniendo que enfrentarse un terrible desastre, después de perder a su única hija. Es la exesposa de Jung Ki-hoon y madre de Ha-yeong.
- Kwak Dong-yeon como Kwak Yong-joo, el alborotador del condado de Jinyang, con una mirada desafiante y una actitud problemática. El terrible desastre que azota al pueblo para él es solo otra historia interesante.[7][8]
- Kim Ji-young como Han Seok-hee, jefa de la policía.[9]
- Nam Da-reum como Han Do-kyung, el hijo de Han Seok-hee y la única persona que no pierde su determinación de ser bueno. A pesar de querer vivir una vida ordinaria sin mezclarse en incidentes, esto cambia cuando se encuentra con el desastre.[10]
- Park Ho-san como Kwon Jong-soo, el gobernador del condado Jinyang, donde ocurrió el desastre. Ha estado planeando un nuevo negocio turístico para ayudar a la ciudad a desarrollarse y florecer, pero esto cambia drásticamente cuando el desastre llega al condado.

### Personajes secundarios
- Park So-yi como Jung Ha-yeong, la pequeña hija de Jung Ki-hoon y Lee Soo-jin, quien sufre una trágica muerte.[11][12]
- Jo Hyun-woo.
- Dong Hyun-bae como Kim Soon-kyung.
- Jo Sang-ki como Il Ju-nim.

## Episodios
La serie conformada por seis episodios, está programada para estrenarse en abril de 2022 a través de TVING.

## Producción
La serie fue desarrollada por TVING y Studio Dragon, es dirigida por Jang Kun-jae (장건재) y escrita por Yeon Sang-ho y Ryoo Yong-jae (류용재).
El 9 de marzo de 2022, se confirmó que el drama sería estrenado durante el Festival Internacional de Series de Cannes 2022 del 1 al 6 de abril de 2022.